# شهرستان شیاجین
شهرستان شیاجین (به لاتین: Xiajin County) یک شهرستان‌های جمهوری خلق چین در چین است که در دژو (شاندونگ) واقع شده‌است.